# ألين سكاف
ألين سَكاف وهي عارضة أزياء لبنانية ولدت في سنة 1980 في بلدة سبعل في لبنان وهي متزوجة من هانيبال معمر القذافي نجل الرئيس الليبي الراحل معمر القذافي اتُّهمت الين بتعذيب إحدى خادماتها الإثيوبيات مما جَعَلها تَتَشَوه.